# Кадзіно Томоюкі
Кадзіно Томоюкі (яп. 梶野 智幸, нар. 11 липня 1960, Айті —) — японський футболіст, що грав на позиції захисника.

## Клубна кар'єра
Грав за команду Янмар Дизель, Гамба Осака, Касіва Рейсол.

## Виступи за збірну
Дебютував 1988 року в офіційних матчах у складі національної збірної Японії. У формі головної команди країни зіграв 9 матчів.

## Статистика
Статистика виступів у національній збірній.
| Збірна Японії | Збірна Японії | Збірна Японії |
| Роки          | Ігри          | голи          |
| ------------- | ------------- | ------------- |
| 1988          | 1             | 0             |
| 1989          | 8             | 1             |
| Усього        | 9             | 1             |